# A History of the World in 100 Objects

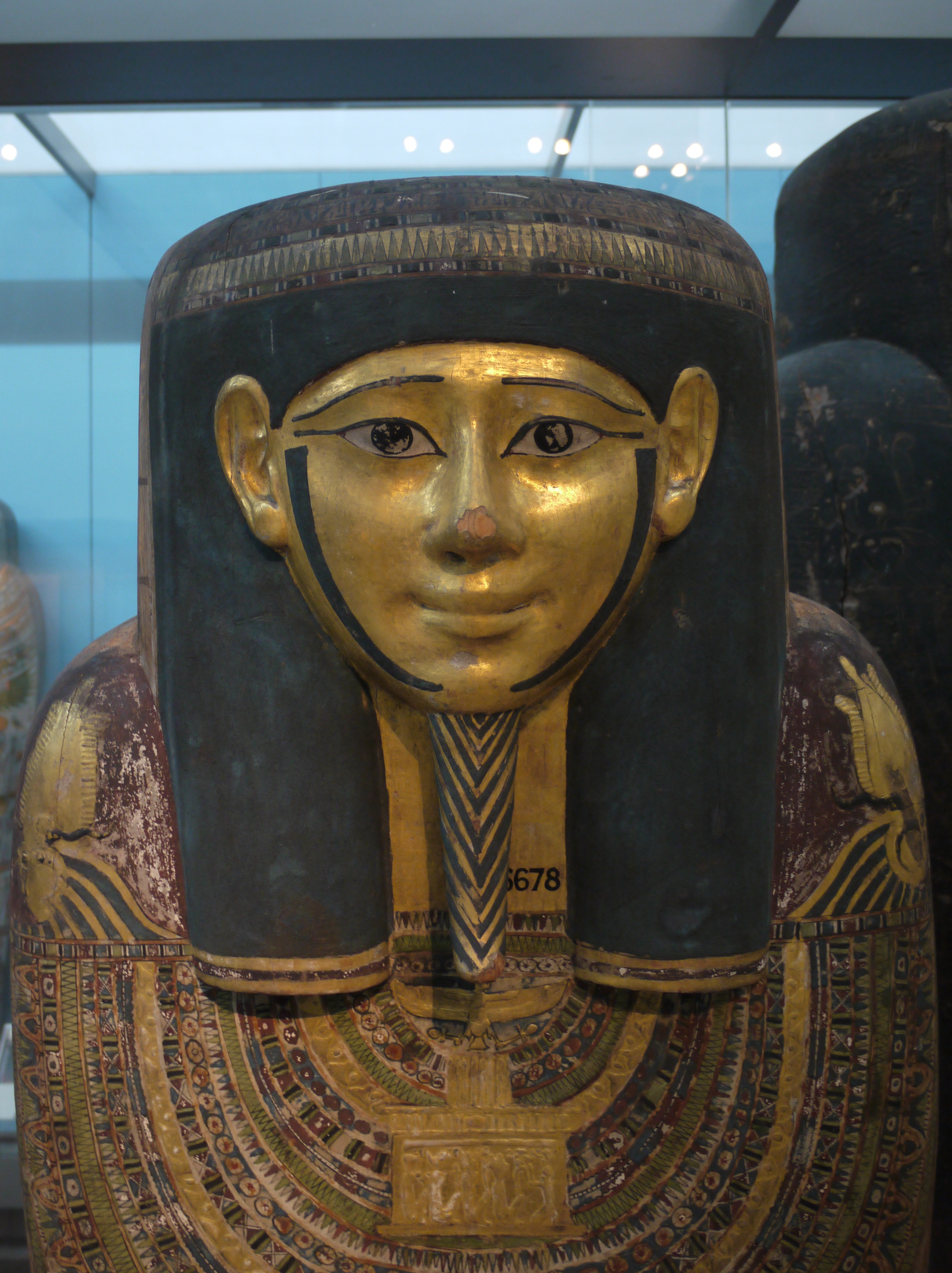
Mumie des Hornedjitef, Gegenstand der ersten Radiosendung am 18. Januar 2010

A History of the World in 100 Objects war ein mehrmonatiges kulturhistorisches Radio-Projekt des britischen Senders BBC Radio 4 und des Britischen Museums, das im Januar 2010 begann. Die 100-teilige Serie von Radiosendungen wurde von Neil MacGregor verfasst und vorgetragen, zur Zeit der Ausstrahlung Direktor des Britischen Museums. In den jeweils 15-minütigen, werktäglich gesendeten Vorträgen nutzte MacGregor 100 ausgesuchte Objekte des Britischen Museums – aus Kunst- und Kulturgeschichte sowie Technologie- und Alltagsgeschichte –, um daran einführend Entwicklungslinien, Ähnlichkeiten und Unterschiede in der Geschichte der Menschheit zu demonstrieren. Dem Britischen Museum wurde für dieses Projekt der mit 100.000 £ dotierte Art Fund Prize 2011 verliehen.
Die Inhalte der Sendung veröffentlichte MacGregor noch 2010 in überarbeiteter Form unter gleichem Titel als Buch. Die deutsche Übersetzung erschien 2011 unter dem Titel Eine Geschichte der Welt in 100 Objekten; diese Veröffentlichung wurde 2012 als Wissensbuch des Jahres („originellstes Buch“) ausgezeichnet.
Im Anschluss daran stellte das Britische Museum, ebenfalls unter demselben Titel, eine Wanderausstellung zusammen, teilweise mit anderen Objekten, die von 2014 an mit großem Erfolg um die Welt geschickt wurde. Stationen waren bis 2017:
- Vereinigte Arabische Emirate, Abu Dhabi, Manarat Al Saadiyat (23. April bis 1. August 2014)
- Taiwan, Taipeh, Nationales Palastmuseum (13. Dezember 2014 bis 15. März 2015)
- Japan, Tokio, Kunstmuseum der Präfektur Tokio (18. April bis 28. Juni 2015); Dazaifu, Nationalmuseum Kyushu (14. Juli bis 6. September 2015); Kobe, Stadtmuseum Kobe (20. September 2015 bis 11. Januar 2016)
- Australien, Perth, Western Australian Museum (13. Februar bis 18. Juni 2016); Canberra, National Museum of Australia (8. September 2016 bis 29. Januar 2017)
- China, Peking, Chinesisches Nationalmuseum (1. März bis 31. Mai 2017); Shanghai, Shanghai Museum (28. Juni bis 8. Oktober 2017)

## Liste der Objekte
Die folgende Liste umfasst alle 100 Objekte des Britischen Museums (BM), die in der BBC-Radiosendung A History of the World in 100 Objects und dem darauf beruhenden gleichnamigen Buch Neil MacGregors vorgestellt wurden, in der dort angelegten Reihenfolge. Die Radio-Serie lief mit Unterbrechungen im Jahr 2010 über 20 Wochen mit fünf Episoden an den Werktagen, entsprechend sind die Objekte thematisch in Fünfergruppen zusammengestellt.
Die Abschnittsüberschriften der Liste folgen den Kapitelüberschriften der deutschsprachigen Buchausgabe, Gleiches gilt für die Benennungen der einzelnen Objekte. Bei den Namen der Objekte ist die wissenschaftliche Beschreibung mit der Inventarnummer des Britischen Museums verlinkt. Der Beschreibung dort folgen die Zeitangaben und die Angaben zu den Fund- bzw. Herstellungsorten (moderne geographische Namen). Die Nachweise in der Spalte „Kurzbeschreibung“ verweisen auf die Seitenzahl der deutschsprachigen Buchausgabe und verlinken die entsprechenden Informationsseiten der BBC (dort weiterführende Links auf den Hörbeitrag der jeweiligen Einzel-Sendung sowie auf die vollständigen Transkriptionen der Hörbeiträge).

### Teil I – Wie wir Menschen wurden (2000000–9000 v.Chr.)
Die ersten fünf Episoden der Radiosendung wurden ab dem 18. Januar 2010 ausgestrahlt.
| Bild | Nr. | Objekt                                                                                  | Fund- oder Herstellungsort               | Zeit                                                                | Kurzbeschreibung |
| ---- | --- | --------------------------------------------------------------------------------------- | ---------------------------------------- | ------------------------------------------------------------------- | --- |
|      | 1   | Mumie des Hornedjitef (BM .6677 (Sarkophag), BM .6678 (innerer Sarg), BM .6679 (Mumie)) | al-Asasif, Ägypten                       | um 240 v. Chr.                                                      | Mumie des ägyptischen Priesters Hornedjitef, der in einem hölzernen inneren Sarg und einem umgebenden Sarkophag aus Holz der Maulbeer-Feige beerdigt wurde. Dieses Objekt passt nicht zur zeitlichen Sortierung der Episoden, sondern es wurde von MacGregor bewusst als erstes Objekt der Sendereihe ausgewählt. Er hoffte, mit der Popularität und Rätselhaftigkeit eines Gegenstands des ägyptischen Totenkults das Interesse an den vorgestellten Artefakten der Menschheitsgeschichte wecken zu können. |
|      | 2   | Steinernes Schneidewerkzeug der Oldowan-Kultur (BM 1934,1214.1)                         | Olduvai-Schlucht, Tansania               | Altpaläolithikum (Early Stone Age, 2–1,8 Millionen Jahre v. Chr.)   | Das Basalt-Werkzeug der Oldowan-Kultur, ein sogenannter Chopper, ist das älteste von Menschen angefertigte Objekt in den Sammlungen des Britischen Museums. |
|      | 3   | Faustkeil der Oldowan-Kultur (BM 1934,1214.49)                                          | Olduvai-Schlucht, Tansania               | Altpaläolithikum (Early Stone Age, 1,4–1,2 Millionen Jahre v. Chr.) | Dieser Faustkeil der Oldowan-Kultur aus vulkanischem Phonolith steht für eine fortgeschrittenere Werkzeug-Anfertigung; kleine Faustkeile wurden gängige Werkzeuge der Menschen, um Fleisch zu schneiden oder für Holzarbeiten. |
|      | 4   | Schwimmende Rentiere (BM Palart.550)                                                    | Montastruc-Felsen, Bruniquel, Frankreich | 11000 v. Chr.                                                       | Die 20 cm lange Elfenbein-Skulptur aus einem Mammut-Stoßzahn ist eines der ältesten Kunstwerke im Britischen Museum. Sie repräsentiert einen geistigen Entwicklungsstand des Menschen, der sich von dem des 21. Jahrhunderts nicht unterscheidet. |
|      | 5   | Speerspitze der Clovis-Kultur (BM 1962,1206.137)                                        | Arizona, Nordamerika                     | 11000 v. Chr.                                                       | Solche Speerspitzen der Clovis-Kultur gehören zu den ältesten Artefakten der menschlichen Besiedlung Nordamerikas. Sie wurden zur Großwildjagd verwendet. |

### Teil II – Nach der Eiszeit: Nahrung und Sex (9000–3500 v.Chr.)
Die Episoden 6 bis 10 der Radiosendung wurden ab dem 25. Januar 2010 ausgestrahlt.
| Bild | Nr. | Objekt                                             | Fund- oder Herstellungsort | Zeit              | Kurzbeschreibung |
| ---- | --- | -------------------------------------------------- | -------------------------- | ----------------- | --- |
|      | 6   | Stößel in Form eines Vogels (BM Oc1908,0423.1)     | Oro, Papua-Neuguinea       | 6000–2000 v. Chr. | Dieser Stößel ist einerseits Zeichen für erfolgreichen Getreideanbau, andererseits lässt die kunstvolle Ausformung auf eine kulturell entwickelte Gesellschaft schließen. Papua-Neuguinea ist einer von sieben voneinander unabhängigen Standorten auf der Erde, an denen sich nach der letzten Eiszeit Landwirtschaft entwickelte. |
|      | 7   | Die Liebenden von Ain Sakhri (BM 1958,1007.1)      | Bethlehem, Westjordanland  | um 9000 v. Chr.   | Die älteste bekannte Darstellung der körperlichen Liebe zwischen Mann und Frau. |
|      | 8   | Ägyptisches Tonmodell von Rindern (BM 1901,1012.6) | El-Amra, Ägypten           | um 3500 v. Chr.   | Grabbeigabe; möglicherweise um gemäß altägyptischen Vorstellungen die Versorgung des Verstorbenen zu gewährleisten. Die Domestizierung von Rindern begann in Nordafrika und dem Nahen Osten. |
|      | 9   | Maya-Statue des Maisgottes (BM Am1923,Maud.8)      | Copán, Honduras            | 715               | Der Maisgott Hun Nal Yeh wurde von den Maya Mittelamerikas über Jahrtausende verehrt. Seine Statue ist ein Beispiel dafür, welche Auswirkungen die Anforderungen der Landwirtschaft auf die Götter-Konzeptionen der Menschen hatten.                                                                                                |
|      | 10  | Topf der Jōmon-Kultur (BM OA+.20)                  | Japan                      | um 5000 v. Chr.   | Die Töpfe der Jōmon-Kultur sind die weltweit ältesten bekannten Kochgeschirre. Viele Lebensmittel sind für den Menschen erst gekocht genießbar; die Töpferei wurde in China, Japan und Korea etwa 12000 v. Chr. erfunden. |

### Teil III – Die ersten Städte und Staaten (4000–2000 v.Chr.)
Die Episoden 11 bis 15 der Radiosendung wurden ab dem 1. Februar 2010 ausgestrahlt.
| Bild | Nr. | Objekt                                          | Fund- oder Herstellungsort | Zeit              | Kurzbeschreibung |
| ---- | --- | ----------------------------------------------- | -------------------------- | ----------------- | --- |
|      | 11  | Sandalenplakette von König Den (BM 1922,0728.2) | Umm el-Qaab, Ägypten       | um 2985 v. Chr.   | Die kleine Plakette war Grabbeigabe für den ägyptischen König Den. Sie drückt die Herrschaftsgewalt des Königs aus und feiert Den als Sieger über Feinde im Osten.            |
|      | 12  | Standarte von Ur (BM 1928,1010.3)               | Königsgräber von Ur, Irak  | um 2500 v. Chr.   | Der Holzkasten zeigt auf den Längs- und Stirnseiten Intarsien mit Darstellungen von Menschen in Kriegs- und Friedenssituationen.                                              |
|      | 13  | Siegel der Indus-Kultur (BM 1892,1210.1)        | Harappa, Pakistan          | 2500–2000 v. Chr. | Der Fund von Siegeln wie diesem (Fund: 1870) führte zur Entdeckung der Indus-Kultur.                                                                                          |
|      | 14  | Jadebeil (BM 1901,0206.1)                       | Canterbury, England        | 4000–2000 v. Chr. | Das Beil wurde in den norditalienischen Alpen angefertigt. Es weist keine Gebrauchsspuren auf und war vermutlich ein Statussymbol mit ritueller oder zeremonieller Bedeutung. |
|      | 15  | Frühe Schrifttafel (BM 1989,0130.4)             | Irak                       | 3100–3000 v. Chr. | Eine der ältesten schriftlichen Aufzeichnungen der Menschen. Die Keilschrift-Tafel verzeichnet die täglichen Bierrationen für Arbeiter.                                       |

### Teil IV – Die Anfänge von Wissenschaft und Literatur (2000–700 v.Chr.)
Die Episoden 16 bis 20 der Radiosendung wurden ab dem 8. Februar 2010 ausgestrahlt.
| Bild | Nr. | Objekt                                            | Fund- oder Herstellungsort    | Zeit              | Kurzbeschreibung |
| ---- | --- | ------------------------------------------------- | ----------------------------- | ----------------- | --- |
|      | 16  | Sintflut-Tafel (BM K.3375)                        | Ninive, Irak                  | 700–600 v. Chr.   | Die Sintflut-Tafel aus der Bibliothek des Aššurbanipal (Tafel 11 des Gilgamesch-Epos) ist aufgrund ihres Inhalts und ihrer Rezeptionsgeschichte die berühmteste einzelne Keilschrift-Tafel. Die Tafel enthält die Erzählung des Utnapischtim, des Vorläufers der biblischen Sintflut-Erzählung. |
|      | 17  | Rhind-Papyrus zur Mathematik (BM 1865,0218.2)     | Theben, Ägypten               | um 1550 v. Chr.   | Der berühmteste Papyrus zur Mathematik aus dem alten Ägypten. Mehr als 80 mathematische Probleme werden behandelt, die einen Eindruck von der entwickelten wirtschaftlichen Komplexität der ägyptischen Hochkultur geben. |
|      | 18  | Minoischer Stierspringer (BM 1966,0328.1)         | Rethymno, Kreta, Griechenland | 1600–1450 v. Chr. | Die kleine, 15 cm lange Bronze-Statuette eines Stierspringers ist ein einzigartiges Kunstwerk. Sie öffnet darüber hinaus den Blick auf die Bedeutung des Stierkults und des Schlüssel-Materials Bronze in der Minoischen Kultur. |
|      | 19  | Goldener Schulterkragen aus Mold (BM 1836,0902.1) | Mold, Wales                   | 1900–1600 v. Chr. | Für wen dieses kostbare Schmuckstück entworfen wurde, ist nicht bekannt, aber er oder sie muss sehr reich gewesen sein für die Bronzezeit der Britischen Inseln. Möglicherweise entstand solcher Reichtum durch die räumliche Nähe des Fundorts zum Great Orme, der größten prähistorischen Kupfermine in Nordwesteuropa.                                                                                                 |
|      | 20  | Statue von Ramses II. (BM .19)                    | Theben, Ägypten               | um 1250 v. Chr.   | Der Bau dieser monumentalen Statue eines der erfolgreichsten ägyptischen Pharaonen war „Ergebnis eines ungeheuren und ungeheuer komplexen technischen und logistischen Prozesses“ und demonstriert, wozu die ägyptische Wirtschaft und Gesellschaft der Zeit fähig war. Gleichzeitig zeigt die Statue, wie Ramses II. in seinem langen Leben seine Erfolgs-Propaganda, die noch Jahrtausende nachwirkte, perfektionierte. |

### Teil V – Alte Welt, neue Mächte (1100–300 v.Chr.)
Die Episoden 21 bis 25 der Radiosendung wurden ab dem 15. Februar 2010 ausgestrahlt.
| Bild | Nr. | Objekt                                                      | Fund- oder Herstellungsort | Zeit              | Kurzbeschreibung |
| ---- | --- | ----------------------------------------------------------- | -------------------------- | ----------------- | --- |
|      | 21  | Lachisch-Relief (BM 1856,0909.14)                           | Ninive, Irak               | 700–692 v. Chr.   | Alabaster-Relief aus dem Süd-West-Palast des assyrischen Königs Sanherib. Dargestellt ist die Eroberung der judäischen Stadt Lachisch 701 v. Chr.; das Bildprogramm zeigt den Herrscher als erfolgreichen Heerführer und demonstriert die Ausdehnung des assyrischen Reichs.                                                                  |
|      | 22  | Sphinx des Taharqa (BM 1932,0611.1)                         | Kawa, Sudan                | um 680 v. Chr.    | Eine Sphinx-Darstellung mit dem Kopf des kuschitischen Herrschers Taharqa, Pharao in Ägypten 690–664 v. Chr. |
|      | 23  | Chinesisches Ritualgefäß aus der Zhou-Zeit (BM 1977,0404.1) | Henan, China               | 1100–1000 v. Chr. | Das bronzene, rituelle chinesische Kochgefäß (Gui) erinnert mit einer Inschrift auf dem inneren Boden an einen erfolgreichen Feldzug Kangs, des Bruders des Königs Wu, gegen einen letzten Aufstand von Anhängern der Shang-Dynastie. Mit diesem militärischen Erfolg war die neue Herrschaft der Zhou-Dynastie in China endgültig etabliert. |
|      | 24  | Textil der Paracas-Kultur (BM Am1954,05.563)                | Paracas, Peru              | 1–500 v. Chr.     | Textilien waren in der Paracas-Kultur Wertgegenstände, sie demonstrierten Status und Macht des Besitzers. |
|      | 25  | Goldmünze des Krösus (BM RPK,p146B.1.Sam)                   | Türkei                     | um 550 v. Chr.    | Eine der frühesten Münzen der Menschheitsgeschichte, geprägt in Lydien in der Regierungszeit des letzten lydischen Königs Krösus. Die Erfindung des Geldes in Lydien veränderte die Weltgeschichte fundamental und dauerhaft. |

### Teil VI – Die Welt in konfuzianischer Zeit (500–300 v.Chr.)
Die Episoden 26 bis 30 der Radiosendung wurden ab dem 22. Februar 2010 ausgestrahlt.
| Bild | Nr. | Objekt                                                                  | Fund- oder Herstellungsort   | Zeit            | Kurzbeschreibung |
| ---- | --- | ----------------------------------------------------------------------- | ---------------------------- | --------------- | --- |
|      | 26  | Streitwagen aus dem Oxus-Schatz (BM 1897,1231.7)                        | Takht-i Kuwad, Tadschikistan | 500–300 v. Chr. | Goldenes Modell eines Streitwagens des Perserreichs aus dem Oxus-Schatz. Im Wagen sitzen ein Fahrer und eine zweite Person, vermutlich ein Satrap; der Wagen demonstriert die effiziente Verwaltung des großen Reichsgebiets. |
|      | 27  | Parthenonskulptur: Kentaur und Lapith (Kentauromachie)(BM 1816,0610.12) | Parthenon, Griechenland      | 447–438 v. Chr. | Die Skulptur gehört zu den Elgin Marbles und zeigt beispielhaft den Humanismus der griechischen Kunst in der Abbildung des leidenden Menschen. Gleichzeitig ist der Widerstandswillen der Griechen gegen die Übernahme der griechischen Stadtstaaten in das Perserreich demonstriert.                                             |
|      | 28  | Krüge aus Basse-Yutz (BM 1929,0511.1)                                   | Basse-Yutz, Frankreich       | 450–400 v. Chr. | Die beiden Kannen sind auffällige Luxusgegenstände und herausragende Beispiele der keltischen Kunst. |
|      | 29  | Steinerne Maske der Olmeken (BM Am1938,1021.14)                         | Petén, Guatemala             | 900–400 v. Chr. | Die offene Mundpartie und das kindliche Gesicht sind typisch für die Masken-Kunst der Olmeken. Auf beiden Seiten des Mundes befinden sich Bildzeichen; solche olmekischen Glyphen sind die ältesten bekannten Schriftzeichen in Amerika.                                                                                          |
|      | 30  | Chinesische Bronzeglocke (BM 1965,0612.1)                               | Henan, China                 | 500–400 v. Chr. | Glocken dieser Art sind unter der Bezeichnung Bo bekannt. Diese Glocke wurde in einer politischen Krisenzeit produziert, in der auch Konfuzius seine Philosophie entwickelte. Er lehrte die Rückkehr zu traditionellen Werten, um die gesellschaftliche Harmonie wiederherzustellen – wie sie im Spiel der Glocken vorhanden war. |

### Teil VII – Reichsgründer (300 v.Chr.–10 n.Chr.)
Die Episoden 31 bis 35 der Radiosendung wurden ab dem 17. Mai 2010 ausgestrahlt.
| Bild | Nr. | Objekt                                                        | Fund- oder Herstellungsort | Zeit            | Kurzbeschreibung |
| ---- | --- | ------------------------------------------------------------- | -------------------------- | --------------- | --- |
|      | 31  | Münze mit dem Kopf des Alexander (BM 1919,0820.1)             | Lampsakos, Türkei          | 305–281 v. Chr. | Eine von dem Diadochen Lysimachos in Auftrag gegebene Münzprägung mit dem Kopf Alexanders des Großen. Die Münze stellt Alexander als Gott dar – und mit der Münzprägung stellte Lysimachos sich selbst in dessen Tradition. |
|      | 32  | Ashoka-Säule (BM 1880.21)                                     | Delhi, Indien              | um 250 v. Chr.  | Fragment von einer der Säulen, die Ashoka, ein König der indischen Maurya-Dynastie, in ganz Indien aufstellen ließ. Auf diesen verbreitete der Herrscher über eines der größten Reiche in der Geschichte Südasiens die Ashoka-Edikte mit seiner persönlichen, dem Buddhismus ähnlichen Philosophie. |
|      | 33  | Stein von Rosette (BM 1897,1231.7)                            | Ägypten                    | 196 v. Chr.     | Der Stein von Rosette ist eines der berühmtesten und für die Altertumswissenschaft wichtigsten Objekte des Britischen Museums, weil er dreimal in je verschiedenen Schriften und Sprachen den gleichen Text wiedergibt: ein Dekret, das den Königskult für den 13-jährigen Herrscher Ptolemaios V. bestätigt. Die Inhaltsvergleiche ermöglichten nach dem Fund des Steins die erstmalige Entzifferung der Hieroglyphenschrift der Ägypter. |
|      | 34  | Lackierte chinesische Tasse aus der Han-Zeit (BM 1955,1024.1) | Sichuan, China             | 4               | Solche lackierten Objekte waren sehr teuer in der Herstellung; sie wurden mitunter von Kaisern der Han-Dynastie an Beamte als Lohn oder Geschenk vergeben. Eine Inschrift gibt Aufschluss darüber, welche Arbeiter an der Produktion dieses Bechers beteiligt waren. |
|      | 35  | Kopf des Augustus (BM 1911,0901.1)                            | Meroe, Sudan               | 27–25 v. Chr.   | Statuen des Augustus wurden überall im römischen Reich aufgestellt, um an die unbegrenzte Macht des Herrschers zu erinnern. |

### Teil VIII – Antike Freuden, modernes Gewürz (1–500)
Die Episoden 36 bis 40 der Radiosendung wurden ab dem 24. Mai 2010 ausgestrahlt.
| Bild | Nr. | Objekt                                            | Fund- oder Herstellungsort | Zeit                    | Kurzbeschreibung |
| ---- | --- | ------------------------------------------------- | -------------------------- | ----------------------- | --- |
|      | 36  | Warren Cup (BM 1999,0426.1)                       | Jerusalem, Israel          | 5 v. Chr.–15 n. Chr.    | Luxuriöser, aufwändig gestalteter Silberbecher mit homoerotischen Szenen zwischen älteren und jüngeren Männern. |
|      | 37  | Nordamerikanische Otterpfeife (BM Am,S.266)       | Chillicothe, Nordamerika   | 200 v. Chr.–400 n. Chr. | Zusammen mit 200 weiteren mit Tierskulpturen verzierten Tabakspfeifen ähnlicher Art wurde dieser Gegenstand der indianischen Hopewell-Kultur bei Ausgrabungen in den Bestattungs-Hügeln der Mound City Group (Hopewell Culture National Historical Park) gefunden, am Beginn der systematischen Archäologie in Nordamerika.                                                       |
|      | 38  | Gürtel für ein rituelles Ballspiel (BM Am,St.398) | Veracruz, Mexiko           | 300–1200                | Steinerne Ausführung eines Gürtels, wie er für die mesoamerikanischen Ballspiele verwendet wurde. Diese Ausführung ist zu schwer, um eine Funktion im Spiel zu haben; vermutlich hatte das Exemplar zeremonielle Bedeutung. |
|      | 39  | Ermahnungs-Bildrolle (BM 1903,0408,0.1)           | Peking, China              | 500–900                 | Die Bildrolle – in Text und Bildfolge eine Anleitung für das angemessene Verhalten der Hofdamen am chinesischen Kaiserhof – ist eines der bedeutendsten Kunstwerke der Welt. Der Maler Gu Kaizhi gilt als „Vater der klassischen chinesischen Figurenmalerei“ (MacGregor 2011). Das Original ging früh verloren, aber diese etwa 200 Jahre jüngere Kopie gilt als originalgetreu. |
|      | 40  | Pfefferstreuer von Hoxne (BM 1994,0408.33)        | Hoxne, England             | 300–400                 | Der Pfefferstreuer mit der Skulptur einer römischen Frau ist Teil des Depotfunds von Hoxne. Pfeffer war eines der exotischen und teuren Gewürze, die über die Handelsrouten Europa mit Indien und China verbanden. |

### Teil IX – Der Aufstieg der Weltreligionen (100–600)
Die Episoden 41 bis 45 der Radiosendung wurden ab dem 31. Mai 2010 ausgestrahlt.
| Bild | Nr. | Objekt                                                  | Fund- oder Herstellungsort | Zeit    | Kurzbeschreibung |
| ---- | --- | ------------------------------------------------------- | -------------------------- | ------- | --- |
|      | 41  | Sitzender Buddha aus Gandhara (BM 1895,1026.1)          | Gandhara, Pakistan         | 100–400 | Eine der ältesten erhaltenen Skulpturen eines Buddha; im Buddhismus waren vor dem 1. Jahrhundert nur symbolische Darstellungen üblich. Dieser im Lotossitz verweilende, als Mönch gekleidete Buddha ist dargestellt im Zustand des Erwachens („Bodhi“). |
|      | 42  | Goldmünzen von Kumaragupta I. (BM 1894,0506.962)        | Indien                     | 415–447 | Diese Münze aus der Regierungszeit Kumaraguptas (415–455) erinnert an das Pferdeopfer („Ashvamedha“) der Könige des Gupta-Reichs in Nordindien. Im Laufe dieser Dynastie-Zeit wurden solche älteren Rituale der Vedischen Religion weitgehend abgelöst durch die weniger aufwändige Tempel-Religiosität in den verschiedenen Ausformungen des Hinduismus. |
|      | 43  | Teller mit dem Bildnis von Schapur II. (BM 1908,1118.1) | Türkei / Iran              | 300–400 | Die Gravur des Silbertellers zeigt den persischen Großkönig Schapur II. bei der Jagd. Unter seiner Herrschaft wurde im Sassanidenreich der Zoroastrismus als Religion staatlich gefördert – zur selben historischen Zeit, in der sich im Römischen Reich das Christentum zur Reichskirche entwickelte. |
|      | 44  | Mosaik von Hinton St. Mary (BM 1965,0409.1)             | Hinton St Mary, England    | 300–400 | Eine der ältesten überlieferten Christus-Darstellungen aus einer römischen Villa in Dorset, an der Peripherie des Römischen Reichs, aus der Zeit, in der das Christentum im gesamten Reich Staatsreligion wurde. |
|      | 45  | Arabische Bronzehand (BM 1983,0626.2)                   | Jemen                      | 100–300 | Die bronzene Hand war eine Gabe an den Gott Ta'lab in einem Tempel im vorislamischen Jemen. Die rechte Hand war traditionell ein Symbol für Glück/gutes Gelingen und die Inschrift auf der Hand sagt aus, dass sie dem Gott als Gegenleistung für Wohlbefinden angeboten wurde. Als diese Hand angefertigt wurde, ging der Paganismus aufgrund der Popularität des Judentums und des Christentums bereits zurück. Der Islam hat ab 622 in Arabien die heidnische Vergangenheit in gleicher Weise ersetzt wie das Christentum die heidnische Vergangenheit in Europa, und Gegenstände wie dieser sind alles, was von den vergangenen Religionen Arabiens erhalten blieb. |

### Teil X – Die Seidenstraße und darüber hinaus (400–800)
Die Episoden 46 bis 50 der Radiosendung wurden ab dem 7. Juni 2010 ausgestrahlt.
| Bild | Nr. | Objekt                                             | Fund- oder Herstellungsort | Zeit    | Kurzbeschreibung |
| ---- | --- | -------------------------------------------------- | -------------------------- | ------- | --- |
|      | 46  | Goldmünzen von Abd al-Malik (BM 1874,0706.1)       | Damaskus, Syrien           | 696–697 | Die älteren in der Regierungszeit des Umayyaden-Kalifen Abd al-Malik herausgegebenen Münzen zeigen noch ein Abbild des Herrschers. Eine der beiden gezeigten Münzen markiert einen historischen Wendepunkt; sie gehört zu den ersten ohne Herrscherbild, nur noch mit Textstücken aus dem Koran als Inschrift.                                                              |
|      | 47  | Helm von Sutton Hoo (BM 1939,1010.93)              | Sutton Hoo, England        | 600–700 | Der Helm von Sutton Hoo ist einer der wichtigsten Funde zur angelsächsischen Frühgeschichte Großbritanniens. Er gehörte einem mächtigen Kriegshäuptling und wurde bei dessen Bestattung dem Schiffsgrab beigelegt. Der Helm und die anderen Funde der Ausgrabung belegen die internationalen Handelsbeziehungen der Angelsachsen.                                           |
|      | 48  | Gefäß der Moche in Form eines Kriegers (BM Am,P.1) | Peru                       | 100–700 | Die Moche-Kultur war eines der ältesten Staatswesen in Südamerika. Hinterlassenschaften wie solche Töpferwaren zeigen, dass sich die Kulturen auf dem amerikanischen Kontinent ähnlich entwickelten wie jene in Europa, Afrika und Asien zur selben Zeit – auch wenn keinerlei kultureller Kontakt stattfand.                                                               |
|      | 49  | Koreanischer Dachziegel (BM 1992,0615.24)          | Gyeongju, Südkorea         | 600–800 | Dachziegel aus der alten Hauptstadt des koreanischen Silla-Reichs, Gyeongju, der böse Geister abwehren sollte. Ähnliche Ziegel waren zuvor schon in China in Gebrauch, aber in Korea kam deren künstlerische Ausgestaltung zu neuer Blüte. |
|      | 50  | Malerei einer Seidenprinzessin (BM 1907,1111.73)   | Dandan Oilik, China        | 600–800 | Die Holzplatten-Malerei zeigt Szenen aus der Legende von der „Seidenprinzessin“, die angeblich das in China streng gehütete Geheimnis der Seidenproduktion verraten hatte. Das Gemälde wurde bei Ausgrabungen einer Oasenstadt an der Seidenstraße entdeckt, die jahrhundertelang der vitale Handelsweg zwischen der Mittelmeerregion und den asiatischen Hochkulturen war. |

### Teil XI – Im Innern des Palastes: Geheimnisse bei Hofe (700–900)
Die Episoden 51 bis 55 der Radiosendung wurden ab dem 14. Juni 2010 ausgestrahlt.
| Bild | Nr. | Objekt                                                       | Fund- oder Herstellungsort | Zeit    | Kurzbeschreibung |
| ---- | --- | ------------------------------------------------------------ | -------------------------- | ------- | --- |
|      | 51  | Maya-Relief eines königlichen Blutrituals (BM Am1923,Maud.4) | Yaxchilán, Mexiko          | 723–726 | Relief aus dem Türsturz zu einem Maya-Tempel; die Frau des Herrschers zieht ein Dornenseil durch ihre Zunge. Die Macht des Herrschers beruhte auf dem Wissen, das er angeblich dadurch gewinnen konnte, dass er durch Blutrituale Kontakt zur übersinnlichen Welt herstellen konnte. |
|      | 52  | Wandmalereien aus einem Harem (BM OA+.10622)                 | Samarra, Irak              | 800–900 | Bruchstücke aus Wandmalereien im Harem des Kalifen al-Mutasim in Samarra. Der Kalif gründete die Stadt neu als Zentrum des islamischen Reiches der Abbasiden; sie wurde 836 Regierungssitz und war eine der zeitgenössisch größten Städte der bekannten Welt. Nach 861, als der Kalif al-Mutawakkil durch türkische Offiziere gestürzt worden war, wurde Samarra wieder aufgegeben. Insofern spiegelt das Schicksal der Stadt auch die zunehmende Fragmentierung des islamischen Großreichs nach 800.  |
|      | 53  | Lothar-Kristall (BM 1855,1201.5)                             | Belgien                    | 855–869 | Die für Lothar II., König von Lotharingien, angefertigte Gemme zeigt Bilder der biblischen Geschichte von Susanna und den beiden Ältesten. Damit ist möglicherweise Lothars II. eigene Situation reflektiert: Er hatte sich unter Falschvorwürfen gegen seine Frau scheiden lassen, weil er fürchtete, ohne Erben zu bleiben; der Papst erkannte die Scheidung jedoch nicht an. Nach Lothars Tod wurde das mittlere der karolingischen Königreiche zwischen dem Westreich und dem Ostreich aufgeteilt. |
|      | 54  | Statue der Tara (BM 1830,0612.4)                             | Trincomalee, Sri Lanka     | 700–800 | Die Statue der buddhistischen Göttin Tara symbolisiert Spiritualität und Sinnlichkeit. Die Statue wurde in einem Feld ausgegraben, wo sie – möglicherweise wegen ihrer erotischen Ausstrahlung – fast 600 Jahre versteckt gelegen hatte. |
|      | 55  | Chinesische Grabfiguren der Tang-Dynastie (BM 1936,1012.227) | Luoyang, China             | um 728  | 12 Figuren, die Grabbeigaben im Grab Liu Tingxuns waren, eines Generals der Tang-Dynastie. In der Zeit der Tang-Herrschaft (617–907) stieg China zum reichsten und mächtigsten Staatswesen der damaligen Welt auf. |

### Teil XII – Pilger, Räuber und Händler (800–1300)
Die Episoden 56 bis 60 der Radiosendung wurden ab dem 21. Juni 2010 ausgestrahlt.
| Bild | Nr. | Objekt                                      | Fund- oder Herstellungsort       | Zeit      | Kurzbeschreibung |
| ---- | --- | ------------------------------------------- | -------------------------------- | --------- | --- |
|      | 56  | Depotfund von Harrogate (BM 2009,8023.1)    | Harrogate, England               | 927/928   | Dieser Wikingerschatz wurde 2007 gefunden. In einem etwa melonengroßen Silberbecher waren über 600 Gegenstände aus Silber vergraben worden, vorwiegend Münzen. Die Datierung der Münzen kann erzählen, dass der Schatz vermutlich von einem Angehörigen der normannischen Oberschicht des Königreichs Jórvík (ungefähr das spätere Northumbria) vergraben wurde, zur Zeit der Angriffe des englischen Königs Æthelstan auf das Gebiet. |
|      | 57  | Hedwigsbecher (BM 1959,0414.1)              | vermutlich Syrien / Levante      | 1100–1200 | Einer von insgesamt 14 Hedwigsbechern, an verschiedenen Orten in Europa erhaltenen Glas-Bechern gleicher Art. Die Becher sind mit einer Wunderlegende zur Heiligen Hedwig verbunden, der zufolge das Wasser sich in Wein verwandelt habe, als Hedwig aus ihrem Becher trank. Diese Becher wurden von muslimischen Handwerkern, wahrscheinlich im heutigen Syrien, für den europäischen, christlichen Absatz-Markt produziert. Sie können verstanden werden als Symbole für den – durch die Kreuzzüge nicht unterbrochenen – Handel zwischen dem muslimischen Orient und Europa. |
|      | 58  | Japanischer Bronzespiegel (BM 1927,1014.2)  | Bandai-Asahi-Nationalpark, Japan | 1100–1200 | Dieser bronzene Spiegel wurde mit hunderten weiteren Spiegeln in einem Teich am Bergheiligtum Haguro-san gefunden, einem der Drei Berge von Dewa im Norden Japans. Die Spiegel wurden dort als Gaben für die Götter hinterlegt. Die zierlichen, sorgfältig ausgearbeiteten figurativen Elemente auf der Rückseite demonstrieren die Ablösung von der geometrischeren Gestaltung solcher Gegenstände in der chinesischen Kunst. In der Heian-Periode (794–1185) entwickelte sich Japan in weitgehender Isolation vom Kontinent politisch und kulturell völlig eigenständig.      |
|      | 59  | Buddhakopf von Borobudur (BM 1859,1228.176) | Borobudur, Indonesien            | 800–900   | Der Bildhauerstil des Kopfes entspricht dem Stil bei Buddha-Statuen aus der gleichen Zeit in Indien und Sri Lanka. Borobudur auf der Insel Java ist eine der größten buddhistischen Tempelanlagen der Welt, der Tempel wurde zwischen 750 und 850 erbaut. Zu dieser Zeit wurden auf Java hinduistische wie buddhistische Tempel und Denkmale errichtet, beide Religionen kamen auf den bereits jahrhundertelang bestehenden Handelsrouten aus Indien auf die Insel; die in den Tempelanlagen verwendete Inschriftensprache ist das indische Sanskrit.                           |
|      | 60  | Tonscherben aus Kilwa (BM OA+.916)          | Kilwa Kisiwani, Tansania         | 900–1400  | Bruchstücke von Tontöpfen, die auf umfangreiche Handelsverbindungen über den Indischen Ozean hinweg verweisen, Jahrhunderte vor der Herausbildung der großen europäischen Seefahrer-Reiche der Spanier, Portugiesen und Engländer. Die blassgrünen Prozellan-Scherben stammen aus China, die dunkelgrünen und blauen Stücke gehörten zu Töpfen, die am Persischen Golf angefertigt wurden, die braunen, unglasierten Bruchstücke kommen aus Ostafrika. |

### Teil XIII – Statussymbole (1100–1500)
Die Episoden 61 bis 65 der Radiosendung wurden ab dem 28. Juni 2010 ausgestrahlt.
| Bild | Nr. | Objekt                                   | Fund- oder Herstellungsort             | Zeit      | Kurzbeschreibung |
| ---- | --- | ---------------------------------------- | -------------------------------------- | --------- | --- |
|      | 61  | Lewis-Schachfiguren (BM 1831,1101.78)    | Lewis, Schottland                      | 1150–1200 | Diese Schachfiguren stammen ursprünglich aus Norwegen. Die Haltungen der Figuren spiegeln das Sozialgefüge der mittelalterlichen nordischen Gesellschaft und deren Mythen. Die Bauern sind dabei nicht figürlich ausgeformt, sondern durch Spielsteine repräsentiert, die an die ursprünglichen abstrakteren Steine in der islamischen Version des Spiels erinnern.                                                                         |
|      | 62  | Hebräisches Astrolabium (BM 1893,0616.3) | Spanien                                | 1300–1400 | Ein Astrolabium ist ein Gerät zur Zeitmessung, zur Bestimmung des Kalenderdatums oder zur Bestimmung von Sternpositionen am Nachthimmel. Astrolabien waren kostbare und schwierig zu bedienende Präzisionsinstrumente. Erstaunlich an diesem Gegenstand ist, dass er hebräische Inschriften mit islamischem Design und erkennbar christlichen Eigenheiten kombiniert und damit für den friedlichen Kulturkontakt steht.                     |
|      | 63  | Kopf aus Ife (BM Af1939,34.1)            | Ile-Ife, Nigeria                       | 1300–1400 | Das Königreich der Ife war eines der konkurrierenden westafrikanischen Reiche, die sich in der Zeit des europäischen Mittelalters herausbildeten. Dieser Kopf – einer von insgesamt 13 gleichartig geformten am selben Fundort – zeigt eine herausragende Fähigkeit, menschliche Gesichtszüge nachzubilden. Das kostbare Material und die ausgereifte Gestaltung verweisen auf die Macht und den Reichtum dieser afrikanischen Königreiche. |
|      | 64  | David-Vasen (BM PDF,B.613)               | Jingdezhen, China                      | 1351      | Die David-Vasen wurden produziert, als China Teil des Mongolischen Reichs war. Der Handel innerhalb des Reichs ermöglichte die Verwendung von Kobalt aus dem Iran, also aus einer weit entfernten anderen Ecke des Territoriums, zur Herstellung der kostbaren Gegenstände. |
|      | 65  | Ritualsitz der Taino (BM Am1949,22.118)  | Santo Domingo, Dominikanische Republik | 1292–1399 | Die Taíno-Häuptlinge der Karibik, Männer wie Frauen, nutzten solche Ritualsitze (Duhos, Singular Duho) bei der Kommunikation mit der Welt ihrer Geister vor wichtigen Entscheidungen. Nur die Häuptlinge selbst oder wichtige Besucher – wie beispielsweise Christoph Kolumbus bei seiner Ankunft in der Karibik 1492 – durften darauf Platz nehmen.                                                                                        |

### Teil XIV – Begegnung mit den Göttern (1200–1500)
Die Episoden 66 bis 70 der Radiosendung wurden ab dem 5. Juli 2010 ausgestrahlt.
| Bild | Nr. | Objekt                                              | Fund- oder Herstellungsort | Zeit      | Kurzbeschreibung |
| ---- | --- | --------------------------------------------------- | -------------------------- | --------- | --- |
|      | 66  | Dornenreliquiar (BM WB.67)                          | Paris, Frankreich          | um 1400   | In den biblischen Evangelien ist überliefert, dass Jesus von Nazaret bei der Kreuzigung eine Dornenkrone aufgesetzt worden sei. Sie wurde im europäischen Mittelalter eine der wertvollsten Reliquien des Christentums. Dieses kostbar gestaltete Reliquiar wurde im Auftrag von Jean de Valois angefertigt, um eine einzelne Dorne aus der Krone aufzubewahren. |
|      | 67  | Ikone des Triumphes der Orthodoxie (BM 1988,0411.1) | Istanbul, Türkei           | um 1400   | Diese Ikone des Orthodoxen Christentums feiert einen entscheidenden Umschwung in der Geschichte des Byzantinischen Reichs. 843 beendete die Kaiserin Theodora II. den Byzantinischen Bilderstreit und bewirkte, dass bildliche Personen-Darstellungen zur biblischen Geschichte im Gottesdienst der Orthodoxen Kirche wieder zugelassen wurden. Bis ins 21. Jahrhundert ist der Jahrestag dieser Entscheidung als Triumph der Orthodoxie ein liturgischer Feiertag des orthodoxen Christentums geblieben. |
|      | 68  | Shiva-und-Parvati-Skulptur (BM 1872,0701.70)        | Orissa, Indien             | 1100–1300 | Diese Darstellung eines Götter-Paars des Hinduismus, des Gottes Shiva und seiner Gemahlin Parvati, repräsentiert die enge Verbindung zwischen Mann und Frau und die eheliche Treue. Das Objekt war vermutlich über der Eingangstür zu einem Tempel platziert. Mithilfe solcher Skulpturen bauten die Gläubigen eine enge Beziehung zu ihren Göttern auf. |
|      | 69  | Göttinnenskulptur der Huaxteken (BM Am,+.7001)      | Mexiko                     | 900–1450  | Diese Statue einer Göttin wurde von den Huaxteken aufgestellt, einem mittelamerikanischen Volk, das um 1450 von den Azteken unterworfen wurde. Solche Göttinnen-Statuen waren über das gesamte Territorium der Huaxteken verteilt; die Verehrung dieser Gottheit war zentral in ihrer Religiosität. Die Vorstellung von dieser Göttin verschmolz später mit derjenigen zur aztekischen Göttin der Sexualität und Fruchtbarkeit, Tlazolteotl.                                                              |
|      | 70  | Hoa-haka-nana-ia (BM Oc1869,1005.1)                 | Orongo (Osterinsel), Chile | 1000–1200 | Diese Moai-Statue stammt von Rapa-nui, der Osterinsel, einer der abgelegensten bewohnten Inseln der Welt. Die Bewohner produzierten etwa 1000 solcher Statuen, möglicherweise vergöttlichte ehemalige Stammeshäuptlinge. Um 1600 erlosch die religiöse Verehrung, es wurden keine weiteren Statuen mehr hergestellt. |

### Teil XV – An der Schwelle zur modernen Welt (1375–1550)
Die Episoden 71 bis 75 der Radiosendung wurden ab dem 13. September 2010 ausgestrahlt.
| Bild | Nr. | Objekt                                                     | Fund- oder Herstellungsort | Zeit         | Kurzbeschreibung |
| ---- | --- | ---------------------------------------------------------- | -------------------------- | ------------ | --- |
|      | 71  | Die Tughra von Suleiman dem Prächtigen (BM 1949,0409,0.86) | Istanbul, Türkei           | 1520–1566    | Eine Tughra ist die offizielle Unterschrift eines osmanischen Sultans. In der Herrschaftszeit Süleymans des Prächtigen (1520–1566) erlangte das Osmanische Reich seine größte Macht und Ausdehnung. |
|      | 72  | Ming-Banknote (BM CIB,EA.260)                              | China                      | 1375         | Diese Banknote wurde vom chinesischen Kaiser Hongwu herausgegeben, dem ersten Herrscher der Ming-Dynastie. Die Ming waren nicht die ersten chinesischen Herrscher, die Banknoten einführen wollten, aber sie waren die ersten mit einem umfassenden Plan, alles Münzgeld komplett durch Papiergeld zu ersetzen.                                                                                |
|      | 73  | Goldenes Lama der Inka (BM Am1921,0721.1)                  | Peru                       | um 1500      | Die kleine goldene Statuette war eine Opfergabe an einen Berggott der Inka. Für die Inka war Gold der Schweiß der Sonne, sie glaubten, dass das Edelmetall die erneuernde Kraft der Sonne repräsentiere; das Lama war das wichtigste Wirtschaftstier des Inka-Staates. |
|      | 74  | Drachenbecher aus Jade (BM 1959,1120.1)                    | Samarkand, Usbekistan      | um 1420–1449 | Der Jade wurde zum Zeitpunkt der Produktion die Eigenschaft zugeschrieben, zu zerspringen, wenn sie mit Gift in Berührung kam. Der Becher sollte seinen Besitzer, Ulugh Beg, den Herrscher des Timuridenreichs, vor einem Anschlag schützen. |
|      | 75  | Dürers Rhinocerus (BM 1895,0122.714)                       | Deutschland                | 1515         | Albrecht Dürers anatomisch freie Darstellung eines Panzernashorns prägte die europäische Vorstellung von diesem Tier für die folgenden zwei Jahrhunderte. Seine Vorlage, das exotische Tier selbst, kann als Sinnbild für die europäische Expansion, speziell für die Kolonialgeschichte Portugals gesehen werden; es war ein Geschenk des Sultans von Cambay an die portugiesischen Eroberer. |

### Teil XVI – Die erste Weltwirtschaft (1450–1650)
Die Episoden 76 bis 80 der Radiosendung wurden ab dem 20. September 2010 ausgestrahlt.
| Bild | Nr. | Objekt                                                 | Fund- oder Herstellungsort | Zeit      | Kurzbeschreibung |
| ---- | --- | ------------------------------------------------------ | -------------------------- | --------- | --- |
|      | 76  | Schiffsautomat (BM 1866,1030.1)                        | Augsburg, Deutschland      | 1580–1590 | Diese mechanische Uhr des Augsburger Uhrmachers und Automatenbauers Hans Schlottheim, ein automatisch agierendes Schiffsmodell einer Galeone, verbindet sinnbildlich die europäische Handelsmacht des 16. Jahrhunderts mit der frühneuzeitlichen Selbsteinschätzung der römisch-deutschen Kaiser des Heiligen Römischen Reichs: Zentrale Figur ist der Kaiser, umgeben von den sieben Kurfürsten. |
|      | 77  | Benin-Tafel: Der Oba mit Europäern (BM Af1898,0115.23) | Benin, Nigeria             | 1500–1700 | Im Zentrum dieser bronzenen Schmuckplatte steht der Oba, der Herrscher des Königreichs Benin im heutigen Nigeria, die kleinen Figuren im Hintergrund rechts und links neben seinem Kopf sind portugiesische Händler. Das Königreich Benin dominierte den Handel mit den Europäern vom Ende des 15. bis zum Ende des 18. Jahrhunderts.                                                             |
|      | 78  | Doppelköpfige Schlange (BM Am1894,-.634)               | Mexiko                     | 1400–1521 | Das Mosaik der „Feuerschlange“ Xiuhcoatl wurde im Aztekenreich hergestellt; vermutlich wurde das Schmuckstück bei religiösen Zeremonien verwendet. Das Reich der Azteken wurde durch die Ankunft der spanischen Eroberer unter Hernando Cortez zerstört. |
|      | 79  | Kakiemon-Elefanten (BM 1980,0325.1-2)                  | Präfektur Saga, Japan      | 1655–1670 | Nach dem Untergang der Ming-Dynastie im chinesischen Kaiserreich Mitte des 15. Jahrhunderts wurde Japan sehr schnell Hauptlieferant für Porzellan. Diese Elefanten im sogenannten Kakiemon-Stil wurden für den europäischen Markt hergestellt und von der Dutch East India Company nach Europa importiert.                                                                                        |
|      | 80  | Acht-Reales-Stücke (BM 1920,0907.382)                  | Potosí, Bolivien           | 1556–1598 | Die spanischen Reales-Stücke waren die erste wirklich globale Währung; die spanischen Silber-Münzen wurden im gesamten spanischen Kolonialreich verwendet. Das Silber der Münzen kam zum größten Teil aus den Silberminen von Potosí in Bolivien. Tausende Ureinwohner und eingeschleppte afrikanische Sklaven starben unter den brutalen Arbeitsbedingungen dort.                                |

### Teil XVII – Toleranz und Intoleranz (1550–1700)
Die Episoden 81 bis 85 der Radiosendung wurden ab dem 27. September 2010 ausgestrahlt.
| Bild                                | Nr. | Objekt                                                                | Fund- oder Herstellungsort | Zeit      | Kurzbeschreibung |
| ----------------------------------- | --- | --------------------------------------------------------------------- | -------------------------- | --------- | --- |
|                                     | 81  | Schiitische Prozessionsstandarte (BM 1888,0901.16)                    | Iran                       | 1650–1700 | Ähnliche Standarten wurden im Iran ursprünglich als Zeichen des Herrschers oder Befehlshabers in militärischen Schlachten geführt. Sie wurden in religiösen Prozessionen des persischen Safawiden-Reichs vorangetragen und können als Zeichen für den Übergang von Staat und Gesellschaft im Islam vom Sunnitentum zum Schiismus verstanden werden. |
|                                     | 82  | Miniatur eines Mogulprinzen (BM 1920,0917,0.4)                        | Indien                     | um 1610   | Die Miniatur zeigt einen indischen Mogul-Prinzen, der sich mit einem älteren muslimischen Heiligen Mann trifft. Wahrscheinlich entstand das Bild während der Herrschaftszeit Jahangirs, der häufig sowohl muslimische wie auch hinduistische Geistliche besuchte. Die frühen Mogul-Herrscher förderten eine Kultur religiöser Toleranz; Jahangir förderte wie sein Vater Akbar die Beteiligung von Hindus und Schiiten in der Regierung und erlaubte freie Religionsausübung.                                                         |
| originalgetreue moderne Nachbildung | 83  | Bhima-Schattenpuppe (BM As1859,1228.675)                              | Java, Indonesien           | um 1800   | Die Schattenpuppe des Bhima, eines Helden des indischen Mahabharata-Epos, steht für die Anpassung kultureller Traditionen beim Vordringen des Islam in Südostasien seit dem 15./16. Jahrhundert. In Java galt danach die realistische Darstellung menschlicher oder göttlicher Wesen als durch den Islam verboten, das traditionelle Wayang-Theater wurde zum Schattenspiel. |
|                                     | 84  | Mexikanische Kodex-Landkarte (BM Am2006,Drg.22070)                    | Mexiko                     | 1550–1600 | Die Landkarte wurde mehrere Jahrzehnte nach der Eroberung des Azteken-Reichs durch die spanischen Konquistadoren (1521) hergestellt. Sie zeigt die Besitzverhältnisse bei Gründung zweier Niederlassungen in der Umgebung von Tlaxcala an; hervorgehoben sind die Kirchenbauten. Die Karte ist beschriftet in einer angepassten Form der lokalen Sprache der Tlaxcalteken mit europäischen Buchstaben. Die Spanier hatten ihre Eroberungszüge in Mittel- und Südamerika mit der Pflicht gerechtfertigt, das Christentum auszubreiten. |
|                                     | 85  | Flugblatt zum hundertjährigen Reformationsjubiläum (BM 1880,0710.299) | Leipzig, Deutschland       | 1617      | Das großformatige Flugblatt – veröffentlicht kurz vor Beginn des Dreißigjährigen Kriegs – erinnert an die Veröffentlichung der 95 Thesen durch Martin Luther 1517, damit an den Beginn der Opposition der Protestanten gegen die Römisch-katholische Kirche und den Beginn der Reformation. Flugblätter wie dieses spielten eine wichtige Rolle in der Propaganda des konfessionellen Zeitalters in Mitteleuropa, auf der Seite der Reformation wie auf jener der katholischen Gegenreformation.                                      |

### Teil XVIII – Entdeckung, Ausbeutung und Aufklärung (1680–1820)
Die Episoden 86 bis 90 der Radiosendung wurden ab dem 4. Oktober 2010 ausgestrahlt.
| Bild | Nr. | Objekt                                             | Fund- oder Herstellungsort            | Zeit      | Kurzbeschreibung |
| ---- | --- | -------------------------------------------------- | ------------------------------------- | --------- | --- |
|      | 86  | Akan-Trommel (BM Am,SLMisc.1368)                   | Ghana, Afrika / Virginia, Nordamerika | 1700–1800 | Diese Trommel wurde Anfang des 18. Jahrhunderts in der damaligen britischen Kolonie Virginia erworben. Ursprünglich stammt sie aber aus Westafrika, aus der Region der Akan im heutigen Ghana, und gelangte vermutlich mit den atlantischen Sklaventransporten nach Virginia. Sie ist einer der ältesten erhaltenen Gegenstände der afroamerikanischen Kultur. |
|      | 87  | Hawaiianischer Federhelm (BM Oc,HAW.108)           | Hawaii                                | 1700–1780 | Der Federhelm war eine Kopfbedeckung, die den Status eines hawaiianischen Häuptlings betonte. Die Farben der Vogelfedern – Rot und Gelb – sind die wichtigsten Farben der hawaiianischen Kultur und weisen auf religiöse Kraft hin („Tapu“); Federn wurde die Eigenschaft zugeschrieben, die spirituelle Kraft einer Person („Mana“) zu stärken. Der Helm wurde 1778 erworben, als mit James Cook erstmals Europäer Hawaii erreichten. Hawaii konnte seine Unabhängigkeit noch erhalten bis zur Annexion durch die USA ab 1893. |
|      | 88  | Nordamerikanische Hirschhautkarte (BM Am2003,19.3) | Nordamerika                           | um 1770   | Die Landkarte zeigt eine große Region im amerikanischen mittleren Westen zwischen dem Mississippi und dem Ohio. Sie wurde vermutlich von den Piankashaw-Indianern hergestellt anlässlich von Verhandlungen mit europäischen Einwanderern um den Verkauf von Siedlungsgebieten. |
|      | 89  | Australischer Borkenschild (BM Oc1978,Q.839)       | New South Wales, Australien           | um 1800   | Der Schild wurde von Aborigines getragen, die James Cook 1770 an der Landestelle Botany Bay begegneten, als er erstmals australischen Boden betrat. Die Ureinwohner ließen den Schild nach Warnschüssen der Schiffsbesatzung auf der Flucht zurück. Mit Cooks Ankunft begann die europäische Kolonisation Australiens, die zur Vernichtung eines Großteils der ursprünglichen einheimischen Bevölkerung führte. |
|      | 90  | Bi-Scheibe aus Jade (BM 1937,0416.140)             | Peking, China                         | 1790      | Diese Bi-Scheibe wurde um 1200 v. Chr. hergestellt. Sie ist mit einer Inschrift des chinesischen Kaisers Qianlong aus dem Jahr 1790 versehen, eines Herrschers der Qing-Dynastie (Mandschu-Dynastie). Die Scheibe mit dieser Inschrift steht für das Bemühen der Mandschu-Kaiser, die Gegensätze zwischen den Mandschu und den Han-Chinesen zu verringern. |

### Teil XIX – Massenproduktion, Massenverführung (1780–1914)
Die Episoden 91 bis 95 der Radiosendung wurden ab dem 11. Oktober 2010 ausgestrahlt.
| Bild | Nr. | Objekt                                                    | Fund- oder Herstellungsort | Zeit      | Kurzbeschreibung |
| ---- | --- | --------------------------------------------------------- | -------------------------- | --------- | --- |
|      | 91  | Schiffschronometer von der HMS Beagle (BM 1958,1006.1957) | London, England            | 1795–1805 | Erst Ende des 18. Jahrhunderts gelang es britischen Uhrmachern, Chronometer herzustellen, die eine hinreichend exakte Zeitmessung von einem gegebenen Startzeitpunkt an erlaubten, damit war das Längenproblem gelöst, welches bis dahin die Seefahrt beeinträchtigt hatte, eine hinreichend exakte Ortsbestimmung auf hoher See war möglich geworden. Dieses Schiffs-Chronometer der Beagle begleitete Charles Darwin auf seiner Weltumseglung 1831–1836, deren wissenschaftliche Erkenntnisse ihn zur Entwicklung der revolutionären Evolutionstheorie führten. |
|      | 92  | Frühviktorianisches Teeservice (BM 1909,1201.108)         | Stoke-on-Trent, England    | 1840–1845 | Tee war in Großbritannien seit Anfang des 19. Jahrhunderts zum Massenartikel geworden, Gleiches galt für solche Teeservice. Sie wurden für den Massenabsatz gefertigt, hier von der Töpferei-Firma Josiah Wedgwood & Sons Ltd., und dann ggf. speziell verziert, wie in diesem Fall mit Silber-Ornamenten, wenn sie dennoch zusätzlich Luxusgegenstände sein sollten. |
|      | 93  | Hokusais Große Welle (BM 2008,3008.1.JA)                  | Edo, Japan                 | 1831      | Hokusais Große Welle gehört zu den weltweit berühmtesten und künstlerisch einflussreichsten grafischen Werken. Erst nach der erzwungenen Öffnung Japans ab 1854 wurden dieser und andere japanische Farbholzschnitte schnell in Europa bekannt und in der Kunstszene gefeiert. |
|      | 94  | Sudanesische Schlitztrommel (BM Af1937,1108.1)            | Khartum, Sudan             | 1850–1900 | Diese Trommel in Form einer Kuh kam vermutlich im Zuge von Versklavungen unter der Herrschaft des „Mahdi“ Muhammad Ahmad aus dem nicht-muslimischen Süden des Sudan nach Khartum. Dort fiel sie nach der Schlacht von Omdurman, die das Ende der Mahdi-Herrschaft im Sudan bedeutete, der britischen Armee in die Hände. Die neuen Besitzer hinterließen jeweils ihre Zeichen auf dem Artefakt: auf den Seiten finden sich islamische Verzierungen und Motive, am Hinterteil eine Krone zur Markierung als Besitz der Königin Victoria.                           |
|      | 95  | Suffragetten-Penny (BM 1991,0733.1)                       | London, England            | 1903      | Die Überschreibung der Abbildung des britischen Königs Eduard VII. auf Penny-Münzen mit der Aufschrift Votes for Women (Wahlrecht für Frauen) war eines der propagandistischen Kampfmittel der Suffragetten-Bewegung in Großbritannien. Volle Gleichstellung mit dem Wahlrecht der Männer erreichten die Frauen dort erst 1928. |

### Teil XX – Die Welt, die wir geschaffen haben (1914–2010)
Die abschließenden Episoden 96 bis 100 der Radiosendung wurden ab dem 18. Oktober 2010 ausgestrahlt.
| Bild | Nr. | Objekt                                          | Fund- oder Herstellungsort          | Zeit | Kurzbeschreibung |
| ---- | --- | ----------------------------------------------- | ----------------------------------- | ---- | --- |
|      | 96  | Revolutionsteller (BM 1990,0506.1)              | St. Petersburg, Russland            | 1921 | Der Teller zeigt einen Arbeiter, der das Wort Kapital niedertritt und damit neue industrielle Kräfte freisetzt. Der Gegenstand feiert die Oktoberrevolution und die Ausbildung des ersten kommunistischen Staates der Welt. Der Teller selbst wurde 1901 in der Kaiserlichen Porzellanmanufaktur St. Petersburg geschaffen, die Bemalung ist aber von 1921: Die zaristischen Luxusobjekte sollten zum Symbol der Überwindung des kapitalistischen Systems werden. |
|      | 97  | Hockneys In the Dull Village (BM 1981,1212.8.8) | England                             | 1966 | Die Illustration des britischen Künstlers David Hockney (* 1937) zu einem Gedicht von Konstantinos Kavafis (1863–1933) zeigt zwei Homosexuelle selbstverständlich und entspannt nebeneinander im Bett liegend. Kavafis war einer der ersten Schriftsteller, die homosexuelle Liebe zum Thema ihrer Arbeit machten. Die Zeichnung entstand, als die juristische und gesellschaftliche Diskussion in Großbritannien zur Homosexualität in vollem Gange war: 1967 wurde deren Strafbarkeit abgeschafft. |
|      | 98  | Waffenthron (BM Af2002,01.1)                    | Maputo, Mosambik                    | 2001 | Die Skulptur des mosambikanischen Künstlers Cristóvão Canhavato („Kester“) ist aus unbrauchbar gemachten Waffen des Bürgerkriegs in Mosambik (1977–1992) angefertigt. Die Parteiungen des Bürgerkriegs wurden aus dem Ausland von den benachbarten (damals noch) Apartheid-Staaten Südafrika und Rhodesien einerseits, von der (damals noch) kommunistischen Sowjetunion andererseits unterstützt; der Krieg führte zu fast 1 Mio. Toten und 5 Mio. Flüchtlingen. Der Krieg endete, als sowohl die Apartheid-Regime der Nachbarstaaten untergegangen waren als auch die Sowjetunion zusammengebrochen war. Das Kunstwerk stellt sowohl die Tragik des Krieges dar als auch dessen Überwindung. |
|      | 99  | Kreditkarte (VAE) (BM 2009,4128.2)              | Dubai, Vereinigte Arabische Emirate | 2009 | Diese Kreditkarte der HSBC verweist einerseits auf die Globalisierung des modernen Finanzsystems, andererseits auf die Restriktionen, die finanziellen Transaktionen in den islamischen Staaten entgegenstehen können: islamische Gesetze verbieten Profit beim Geldaustausch, und diese Kreditkarte ist kompatibel mit der Scharia. Im 20. Jahrhundert wurden finanzielle Transaktionen, zunächst in den westlichen Gesellschaften, zunehmend bargeldlos abgewickelt. |
|      | 100 | Solarlampe und Lademodul (BM 2010,2048.1)       | Shenzhen, China                     | 2010 | Die Lampe bezieht ihre Energie aus einem damit verbundenen kleinen Solarmodul, das gleichermaßen dazu dienen kann, ein Mobiltelefon oder ein Smartphone aufzuladen. Dieses Objekt wurde für die Ausstellung ausgewählt, weil es den Einfallsreichtum der Menschen repräsentieren kann – und ebenso die Herausforderungen, denen er im 21. Jahrhundert gegenüber steht. Zum Zeitpunkt der Ausstellung 2010 hatten 1,6 Milliarden Menschen auf der Erde keinerlei Zugang zur Stromversorgung. Gegenstände wie dieser würden allen Menschen unabhängig von der Energieversorgung erlauben, zu lernen und zu studieren, zu arbeiten und soziale Kontakte zu halten.                                |